# Minds
Minds là một dịch vụ mạng xã hội nguồn mở và phân tán, tích hợp blockchain để thưởng cho cộng đồng bằng các thẻ ERC20 cho những đóng góp khác nhau cho mạng. Người dùng có thể sử dụng mã token của họ để quảng bá nội dung của họ hoặc huy động vốn từ cộng đồng và hướng người dùng khác bằng cách đăng ký cho họ hàng tháng để đổi lấy nội dung và dịch vụ độc quyền.
Minds đã trở nên phổ biến vì cam kết về quyền riêng tư, phân cấp, giấu tên tùy chọn, tính minh bạch cấp tiến, tự do ngôn luận và phần thưởng của người dùng trái ngược với giám sát, bí mật, kiểm duyệt và thao tác thuật toán xảy ra trên nhiều mạng xã hội độc quyền.

## Lịch sử
Minds được Bill Ottman thành lập vào tháng 2 năm 2011 như một giải pháp thay thế cho các mạng toàn cầu hàng đầu vi phạm các quyền kỹ thuật số. Nó được đồng sáng lập bởi John Ottman, Mark Harding, Ian Crossland và Jack Ottman.
Vào tháng 6 năm 2017, công ty đã quyên góp được hơn 1 triệu đô la trong việc bán cổ phần có vốn đầu tư một cách nhanh chóng.
Vào tháng 3 năm 2018, Minds đã ra mắt bản Beta và phát hành một sách trắng và testnet cho các ứng dụng di động mới và tích hợp Ethereum.

## Người dùng

### Việt Nam
Bill Ottman, CEO của Minds.com, vào ngày 2.7.2018 cho biết, chỉ riêng trong vài ngày qua Minds đã có thêm hàng chục ngàn người dùng mới đến từ Việt Nam. Ông cho là, họ lo rằng với luật an ninh mạng vừa mới được thông qua, các công ty như Facebook, Google sẽ bị buộc phải lấy những posts bị cho là chống đối chính quyền xuống, đóng tài khoản của họ, và thậm chí sẽ nộp những thông tin cá nhân của họ cho cơ quan an ninh khi được yêu cầu.
Theo thông tin do Bill Ottman cung cấp, thì trong tháng 8/2018 mạng xã hội Minds sẽ có tiếng Việt.